# Instant Star soundtrackovi
Ovaj članak govori o seriji soundtrackova za televizijsku emisiju Rođena zvijezda (eng. Instant Star). Albumi prikazani u nastavku objavljeni su od 2005. do 2009. godine.
Za sve albume većinu pjesama izvodila je Alexz Johnson. Prva dva albuma sadrže samo pjesme koje pjeva Johnson, ali počevši od Songs from Instant Star 3, samo četiri pjesme po albumu sadrže njezin vokal. Prvotno je bilo planirano da sve albume u cijelosti izvede Johnson, ali pravni problemi spriječili su je da to učini za 3 i 4 albume.
U TV seriji većina pjesama s ta dva albuma bila je u verziji Johnson dok su ostale pjesme pjevali drugi likovi u seriji.

## Songs from Instant Star
Songs from Instant Star jest soundtrack prve sezone televizijske serije Rođena zvijezda. Cijeli album pjeva Alexz Johnson, koja tumači protagonisticu serije Jude Harrison. Na albumu se nalaze obrade: Stupid Girl je izvorno bio singl za bend Garbage 1996. Osim toga, Temporary Insanity će kasnije biti snimljen kao singl od strane grupe The Weekend, čiji su članovi Andrea Wasse i Christopher Ward također radili na ostatku albuma. Ostale pjesme iz prve sezone Instant Star, koje nisu uključene u soundtrack uključuju; isječak pjesme Frozen koju izvodi Alexz u emisiji. Također pjesma Shatter Me koju izvodi Alexz koja se može čuti u epizodi, nikada nije objavljena, ali je kasnije u cijelosti procurila na internet. 

### Popis pjesama
Glazba: Dave Ogilvie Jody Colero.
| Songs from Instant Star | Songs from Instant Star      | Songs from Instant Star                                                                                      | Songs from Instant Star | Songs from Instant Star | Songs from Instant Star | Songs from Instant Star | Songs from Instant Star | Songs from Instant Star | Songs from Instant Star |
| Br.                     | Skladba                      | Tekstopisac                                                                                                  | Trajanje                |                         |                         |                         |                         |                         |                         |
| ----------------------- | ---------------------------- | --- | ----------------------- | ----------------------- | ----------------------- | ----------------------- | ----------------------- | ----------------------- | ----------------------- |
| 1.                      | »24 hours«                   | Alexz Johnson, Damhnait Doyle, James Robertson                                                               | 3:21                    |                         |                         |                         |                         |                         |                         |
| 2.                      | »Temporary Insanity«         | Andrea Wasse, Ward, Robertson                                                                                | 4:14                    |                         |                         |                         |                         |                         |                         |
| 3.                      | »Waste My Time«              | Ward, Fred St-Gelais, Rob Wells                                                                              | 3:13                    |                         |                         |                         |                         |                         |                         |
| 4.                      | »Let Me Fall«                | A. Johnson, Ward, St-Gelais                                                                                  | 3:25                    |                         |                         |                         |                         |                         |                         |
| 5.                      | »Skin«                       | A. Johnson, Brendan Johnson                                                                                  | 2:45                    |                         |                         |                         |                         |                         |                         |
| 6.                      | »I'm in Love With My Guitar« | Ward, Wells                                                                                                  | 3:21                    |                         |                         |                         |                         |                         |                         |
| 7.                      | »Criminal«                   | A. Johnson, B. Johnson                                                                                       | 3:05                    |                         |                         |                         |                         |                         |                         |
| 8.                      | »Time to Be Your 21«         | Doyle, Marc Jordan, Wells                                                                                    | 4:21                    |                         |                         |                         |                         |                         |                         |
| 9.                      | »It Could Be You«            | Wasse, Ward, Wells                                                                                           | 3:03                    |                         |                         |                         |                         |                         |                         |
| 10.                     | »Me Out of Me«               | Chin Injeti, St-Gelais                                                                                       | 2:44                    |                         |                         |                         |                         |                         |                         |
| 11.                     | »Pick Up the Pieces«         | Joel Feeney                                                                                                  | 3:08                    |                         |                         |                         |                         |                         |                         |
| 12.                     | »Your Eyes«                  | Injeti, St-Gelais, Jordan                                                                                    | 3:38                    |                         |                         |                         |                         |                         |                         |
| 13.                     | »That Girl«                  | A. Johnson, B. Johnson                                                                                       | 3:38                    |                         |                         |                         |                         |                         |                         |
| 14.                     | »Stupid Girl«                | Butch Vig, Duke Erikson, Joe Strummer, Mick Jones, Paul Simonon, Shirley Manson, Steve Market, Topper Headon | 3:52                    |                         |                         |                         |                         |                         |                         |
| 45:39                   |                              | |                         |                         |                         |                         |                         |                         |                         |

#### Zasluge
Neke osobe koje su radile na albumu:
- Prateći vokali – Alexz Johnson, Andrea Wasse, Damhnait Doyle, Dave Ogilvie, Joel Feeney, Katie B., Lisa Dalbello*, Neil Donell
- Glavni vokal – Alexz Johnson
- Producent – Dave Ogilvie, Jody Colero

#### Korištenje u drugim medijima
- Pjesma Time to Be Your 21 predstavljena je u finalu prve sezone Slatke male lažljivice.

## Songs from Instant Star Two
Songs from Instant Star Two jest album soundtrackova za drugu sezonu kanadske televizijske emisije Rođena zvijezda, koju u cijelosti izvodi Alexz Johnson. Album je izdala izdavačka kuća Orange Record Label, producirali su Matt Hyde i Dave Ogilvie, a izvršni producent Stephen Stohn, koji je također izvršni producent televizijske emisije. Pozadinske vokale izvodi Katie B na većini pjesama i Leslie Stanwyck na pjesmi 5. U emisiji je Judeov album nazvan Learning Curve.

### Popis pjesama
Glazba: Dave Ogilvie, Matt Hyde.
| Songs from Instant Star Two | Songs from Instant Star Two    | Songs from Instant Star Two                    | Songs from Instant Star Two | Songs from Instant Star Two | Songs from Instant Star Two | Songs from Instant Star Two | Songs from Instant Star Two | Songs from Instant Star Two | Songs from Instant Star Two |
| Br.                         | Skladba                        | Tekstopisac                                    | Trajanje                    |                             |                             |                             |                             |                             |                             |
| --------------------------- | ------------------------------ | ---------------------------------------------- | --------------------------- | --------------------------- | --------------------------- | --------------------------- | --------------------------- | --------------------------- | --------------------------- |
| 1.                          | »Liar Liar«                    | Damhnait Doyle, Marc Jordan, Rob Wells         | 3:42                        |                             |                             |                             |                             |                             |                             |
| 2.                          | »How Strong Do You Think I Am« | Christopher Ward, Greg Johnston, Luke McMaster | 3:41                        |                             |                             |                             |                             |                             |                             |
| 3.                          | »Anyone But You«               | Doyle, McMaster, Wells                         | 3:20                        |                             |                             |                             |                             |                             |                             |
| 4.                          | »How I Feel«                   | Doyle, Wells                                   | 4:25                        |                             |                             |                             |                             |                             |                             |
| 5.                          | »There's Us«                   | Ward, Wells                                    | 4:07                        |                             |                             |                             |                             |                             |                             |
| 6.                          | »Over-Rated«                   | Ward, G. Johnston, Jeen O'Brien                | 3:18                        |                             |                             |                             |                             |                             |                             |
| 7.                          | »Natural Disaster«             | David Thomson, McMaster                        | 3:40                        |                             |                             |                             |                             |                             |                             |
| 8.                          | »Fade To Black«                | David Thomson, McMaster, Jordan                | 3:32                        |                             |                             |                             |                             |                             |                             |
| 9.                          | »Another Thin Line«            | Brendan Johnson                                | 3:39                        |                             |                             |                             |                             |                             |                             |
| 10.                         | »Not Standing Alone«           | Doyle, G. Johnston, O'Brien                    | 2:59                        |                             |                             |                             |                             |                             |                             |
| 11.                         | »My Sweet Time«                | Ward, Wells                                    | 3:40                        |                             |                             |                             |                             |                             |                             |
| 12.                         | »Who Am I Fooling«             | Ward, McMaster, Jordan, Wells                  | 3:08                        |                             |                             |                             |                             |                             |                             |
| 13.                         | »White Lines«                  | G. Johnston, McMaster, Jordan                  | 4:00                        |                             |                             |                             |                             |                             |                             |
| 47:13                       |                                |                                                |                             |                             |                             |                             |                             |                             |                             |

#### Zasluge
Dio osoba koji su radili na albumu.
- Prateći vokali – Katie B.
- Glavni vokal – Alexz Johnson
- Producent – Dave Ogilvie, Matt Hyde

## Songs from Instant Star 3
Songs from Instant Star 3 je soundtrack treće sezone Rođena zvijezda. U emisiji, Alexz Johnson pojavljuje se na 10 pjesama, ali njezin ugovor s Capitol Recordsom doveo je do pravnih problema koji su spriječili Johnsona da bude predstavljen u više od četiri pjesme na albumu. Zamijenili su je drugi umjetnici, uključujući druge izvođače, pisce i producente. Lik Tylera Kytea, Vincent Spiederman, snima solo singl (do sada u seriji), a lik Coryja Leeja, Karma, također ima glazbenu karijeru u kojoj će snimati s ograničenim značajem za seriju/soundtrack.
Izdanja U Kanadi je album službeno objavljen 3. srpnja 2007. Postojala je fizička kopija dostupna za kupnju u trgovinama. U SAD-u je album službeno objavljen 11. ožujka 2008. Album možete kupiti putem iTunesa, Spotify-a, FYE glazbenih trgovina ili Amazon.com. Album je dostupan na Američkom i Kanadskom tržištu te zbog toga nije dostupan u Hrvatskoj.
| Songs from Instant Star 3 | Songs from Instant Star 3       | Songs from Instant Star 3                         | Songs from Instant Star 3 | Songs from Instant Star 3 | Songs from Instant Star 3 | Songs from Instant Star 3 | Songs from Instant Star 3 | Songs from Instant Star 3 | Songs from Instant Star 3 |
| Br.                       | Skladba                         | Tekstopisac                                       | Skladatelj                | Izvođač                   | Trajanje                  |                           |                           |                           |                           |
| ------------------------- | ------------------------------- | ------------------------------------------------- | ------------------------- | ------------------------- | ------------------------- | ------------------------- | ------------------------- | ------------------------- | ------------------------- |
| 1.                        | »Where Does It Hurt«            | Chris Anderson, Christopher Ward, Rob Wells       | Greg Johnston             | Alexz Johnson             | 4:21                      |                           |                           |                           |                           |
| 2.                        | »Waste My Time«                 | Ward, Fred St-Gelais, Wells                       | Anderson, Ward            | Cory Lee                  | 2:55                      |                           |                           |                           |                           |
| 3.                        | »What You Need«                 | Dave Thomson                                      | Thomson, Tyler Kyte       | Tyler Kyte                | 3:45                      |                           |                           |                           |                           |
| 4.                        | »I Don't Know If I Should Stay« | G. Johnston, Jeen O'Brien, Marc Jordan            | G. Johnston               | Alexz Johnson             | 3:31                      |                           |                           |                           |                           |
| 5.                        | »Just The Beginning«            | Doyle, St-Gelais, Jordan                          | St-Gelais                 | Damhnait Doyle            | 3:53                      |                           |                           |                           |                           |
| 6.                        | »Love To Burn«                  | Anderson, Ward, Wells                             | Anderson, Ward, Wells     | Cory Lee                  | 4:05                      |                           |                           |                           |                           |
| 7.                        | »Unraveling«                    | Ward, G. Johnston                                 | Ward, G. Johnston         | Tyler Kyte                | 3:41                      |                           |                           |                           |                           |
| 8.                        | »Don't You Dare«                | Doyle, McMaster                                   | Luke McMaster             | Alexz Johnson             | 3:55                      |                           |                           |                           |                           |
| 9.                        | »I Will Be The Flame«           | Ward, Doyle, Thomson                              | Anderson, Ward            | Cory Lee                  | 3:15                      |                           |                           |                           |                           |
| 10.                       | »Worth Waiting For«             | Ward, G. Johnston, McMaster                       | G. Johnston               | Tyler Kyte                | 3:31                      |                           |                           |                           |                           |
| 11.                       | »Darkness Round The Sun«        | Thomson, Jordan, Wells                            | Wells                     | Damhnait Doyle            | 3:19                      |                           |                           |                           |                           |
| 12.                       | »Shooting Star«                 | Doyle, G. Johnston, Wells                         | G. Johnston               | Lindsay Robins            | 3:03                      |                           |                           |                           |                           |
| 13.                       | »The Breakdown«                 | Brendan Johnson                                   | G. Johnston               | Alexz Johnson             | 3:13                      |                           |                           |                           |                           |
| 14.                       | »No Shirt No Shoes«             | P. Alexander, C. Perry, Cory Lee Urhahn, R. Gayle | Perry Alexander           | Cory Lee                  | 3:26                      |                           |                           |                           |                           |
| 50:00                     |                                 |                                                   |                           |                           |                           |                           |                           |                           |                           |

- Just The Beginning, Love to Burn, Unraveling, Worth Waiting For i Darkness Round The Sun u emisiji je izvela Alexz Johnson kao njezin lik Jude Harrison. Dovršene verzije pjesama Love to Burn (R&B Version), Just the Beginning i Darkness Round the Sun u cijelosti su procurile na web, dok su ostale pjesme samo imale isječke koji su pušteni u emisiji ili su oni procurili na internet.
- I Will Be the Flame izvodi samo Cory Lee u soundtracku i u Mini webizodi, dok se u emisiji pojavljuje Alexz Johnson. Verzija s Johnsonom objavljena je na Greatest Hits, iako se razlikuje od one prikazane u emisiji.
- No Shoes, No Shirt izvorno je uključen na album Coryja Leeja Sinful Innocence, pod nazivom No Shoes, No Shirt, No Service.
- What You Need je izvorno uključen u EP Let's Talk Tylera Kytea. Za soundtrack je remiksiran, a zatim ponovno snimljen kako bi bio uključen na Kyteov debitantski album Talking Pictures.[3]

#### Singlovi
- Where Does It Hurt

## Songs from Instant Star 4
Songs from Instant Star 4 je soundtrack četvrte i posljednje sezone Rođena zvijezda. Ovaj album je pregledan mnogo puta prije izlaska, jer je procurila demoverzija pjesme 2 a.m. koji pjeva Jeen O'Brien, a dijelovi su objavljeni na službenoj web stranici The N.
Kao i na prethodnom albumu Songs from Instant Star 3 Alexz Johnson je zbog njenog ugovora s Capitol Recordsom dovedena u pravne probleme spriječili Johnsona da bude predstavljen u više od četiri pjesme na albumu. U emisiji, Alexz Johnson pojavljuje se na 10 pjesama.
| Songs from Instant Star 4 | Songs from Instant Star 4 | Songs from Instant Star 4                           | Songs from Instant Star 4  | Songs from Instant Star 4        | Songs from Instant Star 4 | Songs from Instant Star 4 | Songs from Instant Star 4 | Songs from Instant Star 4 | Songs from Instant Star 4 |
| Br.                       | Skladba                   | Tekstopisac                                         | Skladatelj                 | Izvođač                          | Trajanje                  |                           |                           |                           |                           |
| ------------------------- | ------------------------- | --------------------------------------------------- | -------------------------- | -------------------------------- | ------------------------- | ------------------------- | ------------------------- | ------------------------- | ------------------------- |
| 1.                        | »Deeper«                  | Christopher Ward, Luke McMaster, Rob Wells          | Rob Wells                  | Alexz Johnson                    | 3:34                      |                           |                           |                           |                           |
| 2.                        | »Ultraviolet«             | McMaster, Shelly Peiken                             | Luke McMaster              | Luke McMaster                    | 3:32                      |                           |                           |                           |                           |
| 3.                        | »Perfect«                 | McMaster, Valerie Poxleitner                        | McMaster                   | Valerie Poxleitner               | 3:27                      |                           |                           |                           |                           |
| 4.                        | »2 A.M.«                  | Ward, Wells                                         | Wells                      | Alexz Johnson                    | 3:58                      |                           |                           |                           |                           |
| 5.                        | »Live Like Music«         | Ward, Greg Johnston, Kyle Riabko                    | G. Johnston, Kyle Riabko   | Kyle Riabko                      | 3:37                      |                           |                           |                           |                           |
| 6.                        | »The Music«               | Doyle, Jeen O'Brien, McMaster                       | McMaster                   | Damhnait Doyle                   | 3:13                      |                           |                           |                           |                           |
| 7.                        | »Pavement«                | Cassandra Rae Steele, Isaac R. Hasson, M'Her Filian | Isaac Hasson, M'Her Filian | Cassandra Rae Steele             | 3:41                      |                           |                           |                           |                           |
| 8.                        | »Remind Yourself«         | Chris Burke-Gaffney, Ward, McMaster                 | McMaster                   | Tyler Kyte                       | 3:30                      |                           |                           |                           |                           |
| 9.                        | »Ghost Of Mine«           | Emm Gryner, O'Brien, Wells                          | Chris Anderson, Wells      | Cory Lee                         | 2:59                      |                           |                           |                           |                           |
| 10.                       | »Higher Ground«           | Doyle, Wells, Poxleitner                            | Wells                      | Alexz Johnson                    | 3:22                      |                           |                           |                           |                           |
| 11.                       | »Here We Go Again«        | Ward, Wells, Poxleitner                             | Wells                      | Katia Zuccarelli & Luke McMaster | 3:25                      |                           |                           |                           |                           |
| 12.                       | »I Still Love You«        | Ward, Wells                                         | Wells                      | Damhnait Doyle                   | 3:20                      |                           |                           |                           |                           |
| 13.                       | »Song For Amanda«         | Riabko, Michael Fox                                 | Riabko                     | Kyle Riabko                      | 3:39                      |                           |                           |                           |                           |
| 14.                       | »That Was Us«             | G. Johnston, O'Brien, Jordan                        | G. Johnston                | Alexz Johnson                    | 3:34                      |                           |                           |                           |                           |
| 45:00                     |                           |                                                     |                            |                                  |                           |                           |                           |                           |                           |

- Na kanadskom iTunesu pjesma Here We Go Again pogrešno je nazvana Songs From Instant Star.
- Ultraviolet, Perfect, Live Like Music, The Music, Here We Go Again i I Still Love You u emisiji je izvela Alexz Johnson kao njezin lik Jude Harrison. Perfect je objavljen na Instant Star: Greatest Hits, dok su Ultravolet i I Still Love You kompletno procurile na internet. Live Like Music i Here We Go Again predstavljeni su u Mini webizodama. The Music je jedina pjesma koju je otpjevao Alexz i koja još nije u cijelosti predstavljena javnosti.
- I Just Wanted Your Love nije prikazan u soundtracku, unatoč tome što je prikazan u emisiji. Kasnije je objavljen na Instant Star Greatest Hits.
- That Was Us nije se čulo u seriji, ali je prikazano kao Mini webizodi.

## Instant Star: Greatest Hits
Instant Star: Greatest Hits objavljen je 22. rujna 2009. Album ima duetsku verziju I Will Be The Flame s Alexza i Coryja iz treće sezone, zbog popularne potražnje. Album također sadrži Alexz Johnson verzije dviju pjesama iz četvrte sezone serije Rođena zvijezda: Perfect i I Just Wanted Your Love, kao i dva remixa prijašnjih pjesama.
| Instant Star: Greatest Hits | Instant Star: Greatest Hits     | Instant Star: Greatest Hits                     | Instant Star: Greatest Hits                                                  | Instant Star: Greatest Hits | Instant Star: Greatest Hits | Instant Star: Greatest Hits | Instant Star: Greatest Hits | Instant Star: Greatest Hits | Instant Star: Greatest Hits |
| Br.                         | Skladba                         | Tekstopisac                                     | Skladatelj                                                                   | Izvođač                     | Trajanje                    |                             |                             |                             |                             |
| --------------------------- | ------------------------------- | ----------------------------------------------- | ---------------------------------------------------------------------------- | --------------------------- | --------------------------- | --------------------------- | --------------------------- | --------------------------- | --------------------------- |
| 1.                          | »Temporary Insanity (Remix)«    | Andrea Wasse, Christopher Ward, James Robertson | Dave Ogilvie, Jody Colero Remix: Chris Anderson, Christopher Ward, Rob Wells | Alexz Johnson               | 3:52                        |                             |                             |                             |                             |
| 2.                          | »Liar Liar (Remix)«             | Damhnait Doyle, Marc Jordan, Wells              |                                                                              | Alexz Johnson               | 3:39                        |                             |                             |                             |                             |
| 3.                          | »24 hours«                      | Alexz Johnson, Doyle, James Robertson           | Ogilvie, Colero                                                              | Alexz Johnson               | 3:18                        |                             |                             |                             |                             |
| 4.                          | »Let Me Fall«                   | A. Johnson, Ward, Fred St-Gelais                | Ogilvie, Colero                                                              | Alexz Johnson               | 3:25                        |                             |                             |                             |                             |
| 5.                          | »Skin«                          | A. Johnson, Brendan Johnson                     | Ogilvie, Colero                                                              | Alexz Johnson               | 2:44                        |                             |                             |                             |                             |
| 6.                          | »How Strong Do You Think I Am«  | Ward, Greg Johnston, Luke McMaster              | Ogilvie, Hyde                                                                | Alexz Johnson               | 3:44                        |                             |                             |                             |                             |
| 7.                          | »There's Us«                    | Ward, Wells                                     | Ogilvie, Hyde, Tim Welch                                                     | Alexz Johnson               | 4:08                        |                             |                             |                             |                             |
| 8.                          | »Anyone But You«                | Doyle, McMaster, Wells                          | Ogilvie, Hyde                                                                | Alexz Johnson               | 3:20                        |                             |                             |                             |                             |
| 9.                          | »White Lines«                   | G. Johnston, McMaster, Jordan                   | Ogilvie, Hyde                                                                | Alexz Johnson               | 3:56                        |                             |                             |                             |                             |
| 10.                         | »I Will Be The Flame«           | Ward, Doyle, Thomson                            | Anderson, Ward                                                               | Alexz Johnson & Cory Lee    | 2:59                        |                             |                             |                             |                             |
| 11.                         | »I Don't Know If I Should Stay« | G. Johnston, O'Brien, Jordan                    | Anderson, G. Johnston                                                        | Alexz Johnson               | 3:32                        |                             |                             |                             |                             |
| 12.                         | »Unraveling«                    | Anderson, G. Johnston                           | Anderson, G. Johnston                                                        | Tyler Kyte                  | 3:41                        |                             |                             |                             |                             |
| 13.                         | »Perfect«                       | McMaster, Valerie Poxleitner                    | McMaster                                                                     | Alexz Johnson               | 3:27                        |                             |                             |                             |                             |
| 14.                         | »I Just Wanted Your Love«       | A. Johnson, Brendan James Johnson               | G. Johnston                                                                  | Alexz Johnson               | 3:09                        |                             |                             |                             |                             |
| 48:09                       |                                 |                                                 |                                                                              |                             |                             |                             |                             |                             |                             |